# Jurij Klen

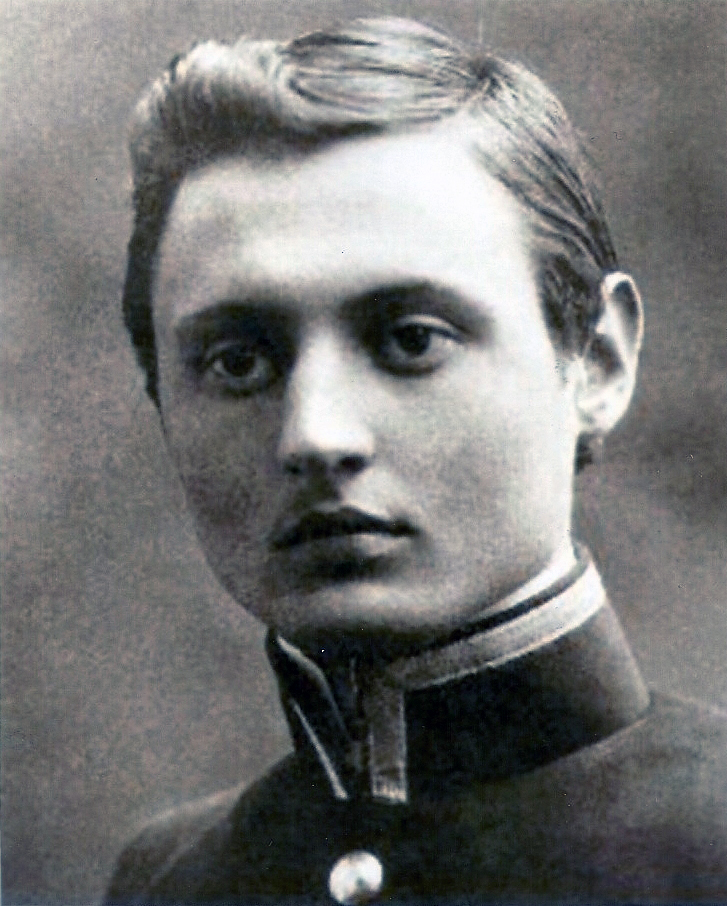
Jurij Klen

Jurij Klen (ukrainisch Юрій Клен; * 22. Septemberjul. / 4. Oktober 1891greg. in Serbyniwka, Gouvernement Wolhynien, Russisches Kaiserreich; † 30. Oktober 1947 in Augsburg, Deutschland) war das Pseudonym des ukrainisch-deutschen Schriftstellers, Übersetzers, Literaturwissenschaftlers und Herausgebers Oswald-Eckhart Burghardt (Освальд Федорович Бурґгардт). Er verfasste Werke auf Russisch, Deutsch und Ukrainisch.

## Leben
Oswald Burghardt wurde 1891 als Sohn des preußischen Kaufmanns Friedrich Burghardt und der Baltendeutschen Simone Thiel im wolhynischen Dorf Serbyniwka bei Starokostjantyniw in der heutigen ukrainischen Oblast Chmelnyzkyj geboren. Er hatte eine jüngere Schwester namens Josefine, die später eine Biografie über sein Leben und Werk veröffentlichte. Seine Kindheit und Schulzeit verbrachte er vorwiegend im Gouvernement Podolien und in Wolhynien. Er wuchs mit vier Sprachen auf: In der Familie wurde Deutsch gesprochen, in der Schule Russisch, die Landbevölkerung sprach Ukrainisch und die Gutsherren Polnisch. 1912 starb sein Vater, was die Familie in finanzielle Schwierigkeiten brachte. Nach Abschluss des Kiewer Gymnasiums begann er ein Studium der Germanistik und Slawistik an der Wladimir-Universität Kiew. Während des Ersten Weltkriegs wurde er als Sohn deutscher Kolonisten in ein Dorf im Gouvernement Archangelsk exiliert.
Nach der Oktoberrevolution kehrte Burghardt nach Kiew zurück, beendete sein Studium und unterrichtete ab 1920 am sozial-ökonomischen Technikum in Baryschiwka. Dort erneuerte er seine Freundschaft mit Mykola Serow und begann, Gedichte in ukrainischer Sprache zu verfassen, die ab 1924 veröffentlicht wurden. Zudem übersetzte er deutsche, französische und englische Poesie ins Ukrainische. Infolge des Friedens von Brest-Litowsk 1918 erlangte die Ukraine kurzzeitig ihre Souveränität, was zu einer Blütezeit ukrainischer Nationalkultur führte, an der auch Burghardt aktiv teilnahm. In dieser Zeit war er, neben Mykola Serow, Pawlo Fylypowytsch, Mychajlo Draj-Chmara und Maksym Rylskyj Mitglied der Gruppe „Ukrainische Neoklassiker“ (ukrainisch Неокла́сики).
Aufgrund seiner Beteiligung an der „Ukrainischen Renaissance“ wurde Burghardt im Zuge einer Verhaftungswelle im Jahr 1921 von den Bolschewiki, die gegen „Konterrevolutionäre“ vorgehen wollten, für einen Monat inhaftiert. Nach seiner Freilassung lehrte er an der All-Ukrainischen Akademie der Wissenschaften in Kiew, wo er sich hauptsächlich auf das Fach Deutsch konzentrierte. 1930 wurde er Professor für Übersetzungskunst am Linguistischen Institut in Kiew und begann erneut, Deutschland zu bereisen.
Der zunehmende Druck des Sowjetregimes auf Kritiker veranlasste Burghardt 1931, die Ukraine zu verlassen und nach Deutschland zu emigrieren.
Die ersten drei Jahre in Deutschland verbrachte er mit seiner Familie bei Verwandten im Schwarzwald und in München. Er arbeitete eng mit Dichtern wie u. a. Dmytro Donzow zusammen und finanzierte sich durch gelegentliche Aufträge deutscher und ukrainischer Zeitschriften sowie als Privatlehrer. 1934 erhielt er, unterstützt von Dmitrij Tschižewskij, eine Lektorenstelle für Russisch und Ukrainisch am Slawischen Seminar der Universität Münster. Von 1939 bis 1942 diente er der Wehrmacht als Sprachlehrer und Übersetzer an der Ostfront, von wo er 1942 zurückkehrte. 
1943 folgte er einem Ruf an die Karl-Ferdinands-Universität in Prag, wo er zunächst Russisch lehrte und später Honorarprofessor wurde. Gleichzeitig gab er Unterricht an der Ukrainischen Freien Universität in Prag. Nach dem Zusammenbruch des NS-Regimes und der Auflösung der Karls-Universität floh Burghardt nach Tirol, wo er an der Universität Innsbruck einen befristeten Lehrauftrag erhielt. Von Österreich aus unternahm er häufig Vortragsreisen nach Deutschland. 
Nach einer Lesung in Augsburg am 25. Oktober 1947 erkrankte Oswald Burghardt an einer Lungenentzündung, der er sechs Tage später am 31. Oktober 1947 erlag. Seine letzte Ruhestätte fand er auf dem Augsburger Westfriedhof.

## Schaffen
Burghardts erste bekannte Gedichte entstanden 1913, kurz nach dem Tod seines Vaters, und wurden auf Russisch verfasst. Seine erste wissenschaftliche Arbeit erschien 1915 in Kiew, während seiner Verbannung. In den 1920er Jahren publizierte er vorwiegend Übersetzungen, darunter die beachtete Übertragung der Eisernen Sonette des deutschen Schriftstellers Josef Winckler. Zudem veröffentlichte er literaturwissenschaftliche Artikel und verfasste weiterhin Gedichte in russischer Sprache.
Nach seiner Emigration nach Deutschland begann er, künstlerische Werke auch auf Ukrainisch zu verfassen. Ab dem Jahr 1933 verwendete er das Pseudonym Jurij Klen, neben weiteren wie Porfyrij Horotak und Hordij Javir. Seine auf Deutsch verfasste Doktorarbeit mit dem Titel Die Leitmotive bei Leonid Andreev wurde 1941 publiziert. Während seines Aufenthalts in Tirol gab Burghardt kurzzeitig die in Salzburg erscheinende Zeitschrift Litavry (dt.: Die Kesselpauke) heraus und beteiligte sich an zahlreichen anderen Periodika. In Tirol entstand vermutlich der Großteil seines Hauptwerkes Popil imperij (dt.: Die Asche der Imperien) sowie kurze Prosaerzählungen. Seine Memoiren wurden im Jahr seines Todes in München veröffentlicht.
Die gemeinsam mit Leonid Mossends (Леонід Мосендз) verfassten literarischen Parodien erschienen 1947 unter dem gemeinsamen Pseudonym Porfyrij Horotak. Seine Übersetzungen von William Shakespeares Hamlet und Tempest erschienen, zusammen mit den meisten seiner anderen ukrainischen Werke, posthum.

## Werke (Auswahl)

### Skovoroda
Skovoroda ist das erste Sonett, das Burghardt in ukrainischer Sprache verfasste und veröffentlichte. Das Werk entstand 1928, vor Burghardts Emigration. Der Titel bezieht sich auf den ukrainischen Wanderphilosophen und Dichter Hryhorij Skoworoda, dessen Philosophie Burghardt schätzte. Thematisch befasst sich das Gedicht mit dem Wandern und der damit verbundenen Naturverbundenheit. In der Schlussstrophe wird angedeutet, dass dies möglicherweise der einzige Weg zur Erkenntnis der Welt und des Selbst sei.

### Kortes
Kortes (dt.: Cortés) ist ein Bisonett und stellt das erste ukrainischsprachige Gedicht dar, das Oswald Burghardt nach seiner Emigration unter dem Pseudonym Jurij Klen veröffentlichte. Das Werk entstand 1933 und wurde erstmals in der Lemberger Zeitschrift Vistnyk (dt.: Bote) in Lemberg. Der Titel bezieht sich auf den spanischen Konquistador Hernán Cortés, der im 16. Jahrhundert das Aztekenreich unterwarf. Dieses historische Ereignis bildet das zentrale Thema des Gedichts, wobei Cortés einer deutlichen Verurteilung unterliegt. Die literarische Komposition ermöglicht eine Analogie zwischen dem eroberten Aztekenreich und der Ukraine sowie zwischen den spanischen Eroberern und der Sowjetunion, wodurch das Werk als Kritik am sowjetischen Regime und an kolonialistischen Bestrebungen im Allgemeinen interpretiert werden kann.

### Popil imperij
Popil imperij (dt.: Die Asche der Imperien) wird als das zentrale Werk Burghardts betrachtet, sowohl aufgrund seines Umfangs als auch seiner Bedeutung. Popil imperij ist ein episches Gedicht, auch Epopöe genannt. Burghardts Intention war, ein ukrainisches Nationalepos zu schaffen, wobei die Frage offen bleibt, ob er dieses Ziel nach eigener Einschätzung erreicht hat, nicht zuletzt aufgrund seines Todes vor der Vollendung des Werkes. Die Entscheidung, Popil imperij auf Ukrainisch zu verfassen, lässt sich unter anderem dadurch erklären, dass sowohl in deutscher wie auch in russischer Sprache bereits Nationalepen existierten, namentlich das Nibelungenlied und das Igorlied.
In seinem Werk nimmt Burghardt häufig Bezug auf andere Schriftsteller, Dichter und Philosophen, insbesondere auf Dante und dessen Göttliche Komödie. Die zahlreichen spezifischen Anspielungen im Text erschweren ein umfassendes Verständnis. In der Literaturkritik herrscht trotzdem Einigkeit darüber, dass Burghardt mit seinem Hauptwerk scharfe Kritik an den beiden Diktaturen übt, unter denen er lebte. Gleichzeitig wird das Werk als „ein Manifest des Humanismus“ interpretiert.

### Werke (unvollständige Liste)
- Die verfluchten Jahre (ukr.: Проклятi року; 1943). Gedichtband[6]
- Karavellen (ukr.: Каравели; 1943), Gedichtband.[6]
- Werke (ukr.: Твори; Bd. 1–4, 1957–1992), Gedichtband.[6]
- Auswahl (ukr.: Вибране; 1960), Gedichtband.[6]
- Skoworoda (ukr.: Сковорода, 1928), Sonett.[6]
- Cortés (ukr.: Кортес; 1933), Bisonett.[6]
- Die Asche der Imperien (ukr.: Попiл iмперiй; einzige vollständige Ausgabe im 2. Band der Werke 1957), Epopöe.[6]
- Die Leitmotive bei Leonid Andreev (1941), Doktorarbeit.